# Allium sindjarense
Allium sindjarense är en amaryllisväxtart som beskrevs av Pierre Edmond Boissier, Heinrich Carl Haussknecht och Eduard August von Regel. Allium sindjarense ingår i släktet lökar, och familjen amaryllisväxter. Inga underarter finns listade i Catalogue of Life.

## Bildgalleri

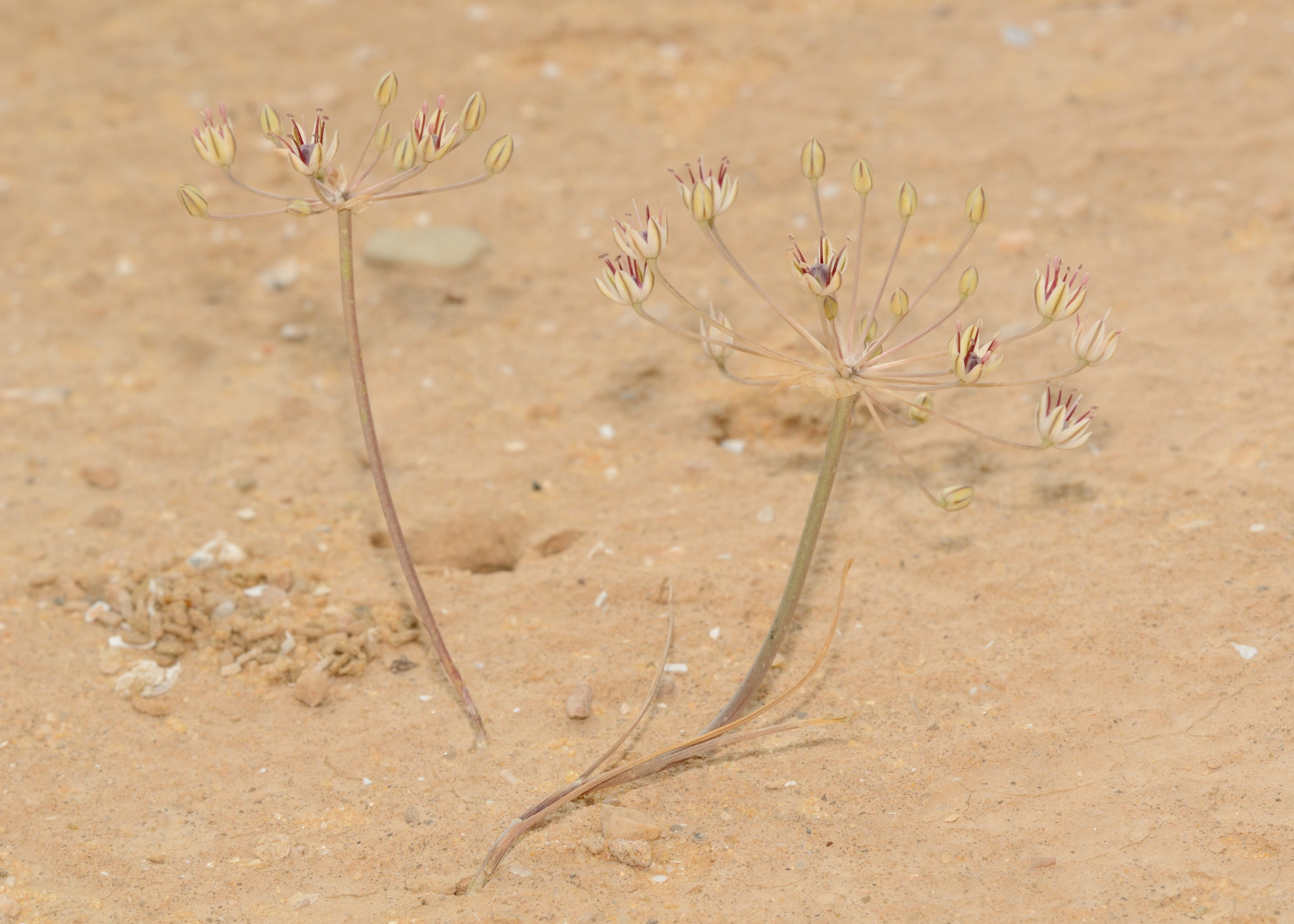